# Friedrich Frank (Maler)

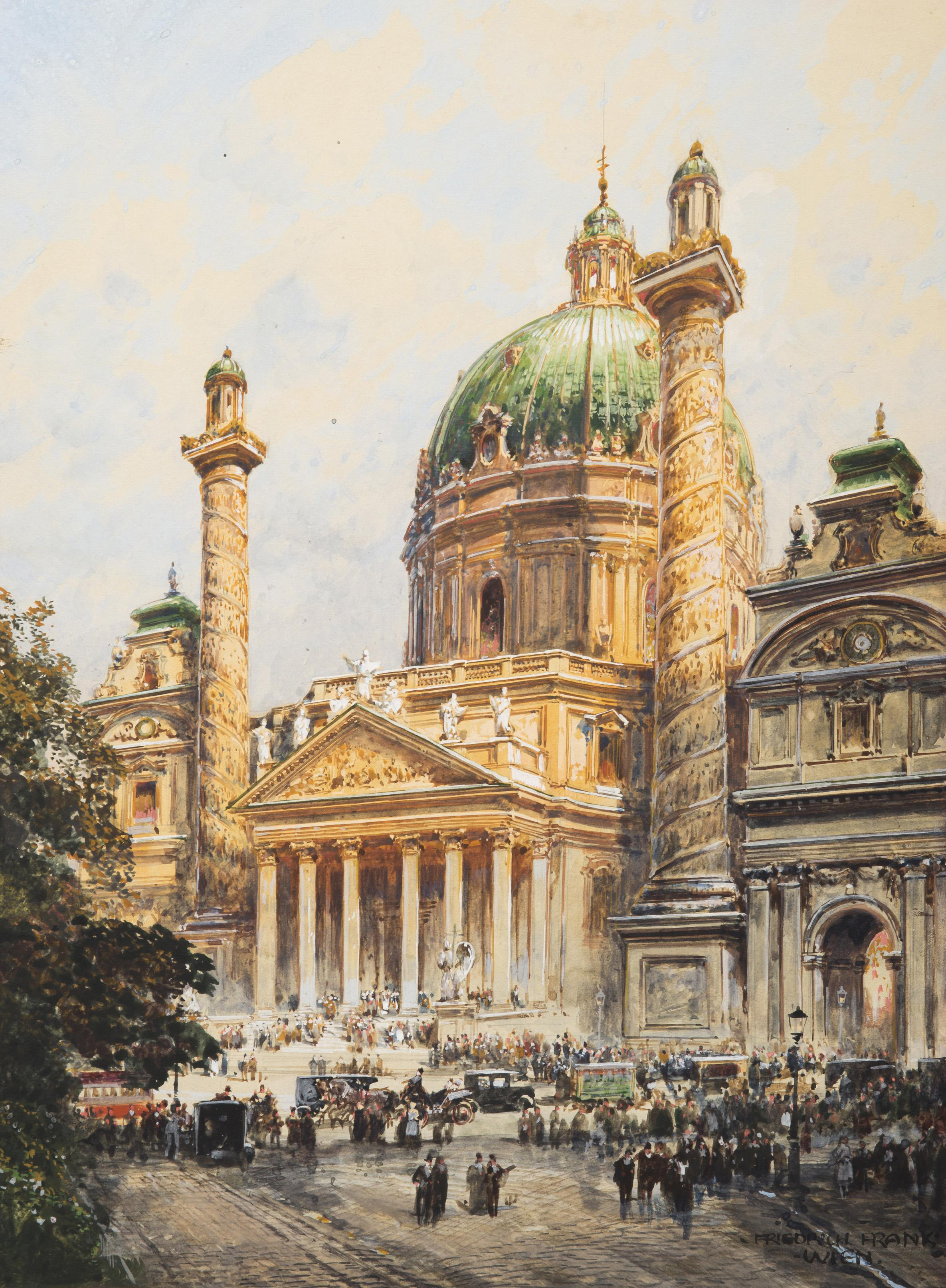
Karlskirche Wien

Friedrich Frank (* 23. August 1871 in Frankenmarkt; † 29. Juni 1945 in Werfenweng) war ein österreichischer Aquarellist und Vedutenmaler.
Frank studierte Malerei an der Akademie der bildenden Künste Wien. Nach dem Studium gründete er in Wien gemeinsam mit Hermann Burghart ein Atelier für Theatermalerei.
Von 1914 bis 1918 war er als Kriegsmaler an der italienischen Front eingesetzt. Im Zeitraum 1930/1931 unternahm er Studienreisen nach Ägypten und Palästina.
1935 wurde er mit der Ausstattung des rumänischen Pavillons auf der Weltfachausstellung Paris 1937 beauftragt. 
Während des Zweiten Weltkrieges war er in seinem Atelier in Freilassing bei Salzburg tätig. Ein Bombentreffer zerstörte dort viele seiner Werke. 
Friedrich Frank beschäftigte sich hauptsächlich mit der Vedutenmalerei, schuf auch Landschaften. Auf seinen Studienreisen besuchte er auch Italien.